# 奥包乌伊桑托
奥包乌伊桑托（匈牙利語：Abaújszántó）是匈牙利包尔绍德-奥包乌伊-曾普伦州的一个镇，距离州首府米什科尔茨约40公里，面积47.36平方公里，人口3,407人（2001年）。